# Лавренов, Григорий Максимович
Григорий Максимович Лавренов (19 февраля 1937, дер. Дубково, Калининская область — 20 июля 2017, дер. Аксёново, Псковская область) — советский работник рыболовной отрасли,  боцман рыбодобывающего судна «Иртыш» производственного объединения «Дагрыба», полный кавалер ордена Трудовой Славы (1988).

## Биография
Родился 19 февраля 1937 года в деревне Дубково (ныне — Бежаницкого района Псковской области) в крестьянской семье. В годы войны оставался на оккупированной территории, на его глазах немцы сожгли деревню. После войны окончил 7 классов и в 1954 году школу фабрично-заводского обучения в городе Великие Луки. Получил специальность плотника, некоторое время работал на стройках города.
В 1956 году строительно-монтажный поезд № 134, в котором работал Лавренов, был переброшен в Архангельскую область, на станцию Кизема. Здесь несколько лет работал на строительстве железной дороги. С 1959 года в составе той же строительной организации работал в городе Архангельск. В 1967 году по состоянию здоровья жены семья переехала на юг, в Дагестан. Жил в городе Махачкала.
С марта 1968 года Г. М. Лавренов работал на судах рыбной промышленности Каспийского моря, приписанных к порту Махачкала: матросом, старшим матросом, боцманом. Боцманом плавал всего на двух судах производственного объединения «Дагрыбпром» — «Володарский» и «Иртыш». Добился высоких показателей в работе, был признан лучшим боцманом пароходства. При суточной норме вылова рыбы 14 тонн экипаж добывал до 80 тонн и всю продукцию перерабатывал. Приходилось работать до 18 часов в сутки.
Указами Президиума Верховного Совета СССР от 4 мая 1975 года, 17 марта 1981 года, 8 августа 1988 года Лавренов Григорий Максимович награждён орденами Трудовой Славы 3-й, 2-й и 1-й степеней. Стал полным кавалером ордена Трудовой Славы.
В феврале 1992 года перенёс инфаркт, вынужден был оставить работу в море. В декабре 1992 года вернулся на родную Псковщину. Построил дом в деревне Аксёново Бежаницкого района, где проживал до последних дней жизни.
Умер 20 июля 2017 года. Похоронен в Великих Луках.
Награждён орденами Трудовой Славы трёх степеней, медалями.